# Helmut Schlitt
Helmut Schlitt (* 31. Oktober 1934 in Styrum; † 4. September 2005 in Cittiglio) war ein deutscher Jazztrompeter.

## Leben und Wirken
Schlitt war als Musiker Autodidakt und begann in einem Fanfarenzug. Durch den Musikfilm Bathing Beauty (1944), in dem Harry James und seine Band mitspielten, kam er zum Jazz und gründete 1953 in Mülheim an der Ruhr die bis heute bestehenden Dixieland-Band Woodhouse Stompers, die erfolgreich beim Düsseldorfer Amateur-Jazzfestival auftrat und für die Entwicklung der regionalen Jazzszene eine große Bedeutung hatte. Schlitt war nach seinem Studium als Chemieingenieur tätig, gab Unterricht und Kurse für Nachwuchsmusiker und unterstützte Schülerbands. Berufsbedingt zog er 1960 nach Italien, wo er 1974 Mitglied in der Milano Jazz Gang wurde, mit der er mehrere Alben einspielte. Daneben spielte er auch immer wieder mit den alten Weggefährten und beteiligte sich an Benefizkonzerten an der Ruhr.
Nach Schlitt wurde am 17. Juni 2012 eine Brücke in Mülheim benannt.

## Diskographische Hinweise
- Joe Venuti with Lino Patruno and His Friends Jazz Violine (1974)
- Milano Jazz Gang Milano Meets Frisco
- Milano Jazz Gang with Herbert Christ We Are Back (2005–2008)

## Lexikalische Einträge
- Jürgen Wölfer: Jazz in Deutschland. Das Lexikon. Alle Musiker und Plattenfirmen von 1920 bis heute. Hannibal, Höfen 2008, ISBN 978-3-85445-274-4.